# Finnoontie
La Finnoontie et Espoonväylä est une rue reliant Finnoo et Espoon keskus à Espoo en Finlande.

## Présentation
Le nom Finnoontie est utilisé depuis le rond-point de Finnoo près de Saarniraivio jusqu'à l'intersection de Hösmärintie, où la rue devient l'Espoonväylä et continue sous ce nom jusqu'à la jonction avec le Kehä III.
Finnoontie et Espoonväylä forment un axe de circulation entre Länsiväylä et Kehä III.
La rue Finnoontie traverse principalement des zones de maisons individuelles.
Entre Latokaski et Saarniraivio, la rue traverse des champs, et le long de la rue se trouve, entre autres, la ferme de Söderskog.
La rue est sinueuse et vallonnée à de nombreux endroits, notamment entre Latokaski et Saarniraivio.
La longueur de la rue Finnoontie est de 4,7 kilomètres, avec la Espoonväylä, la longueur de la rue est de 7,7 kilomètres,.

## Galerie

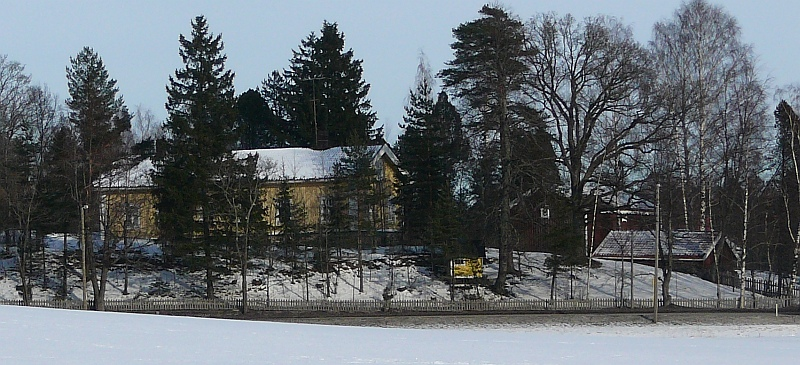
La Finnoontie entre Latokaski et Saarniraivio. Au fond Söderskog.
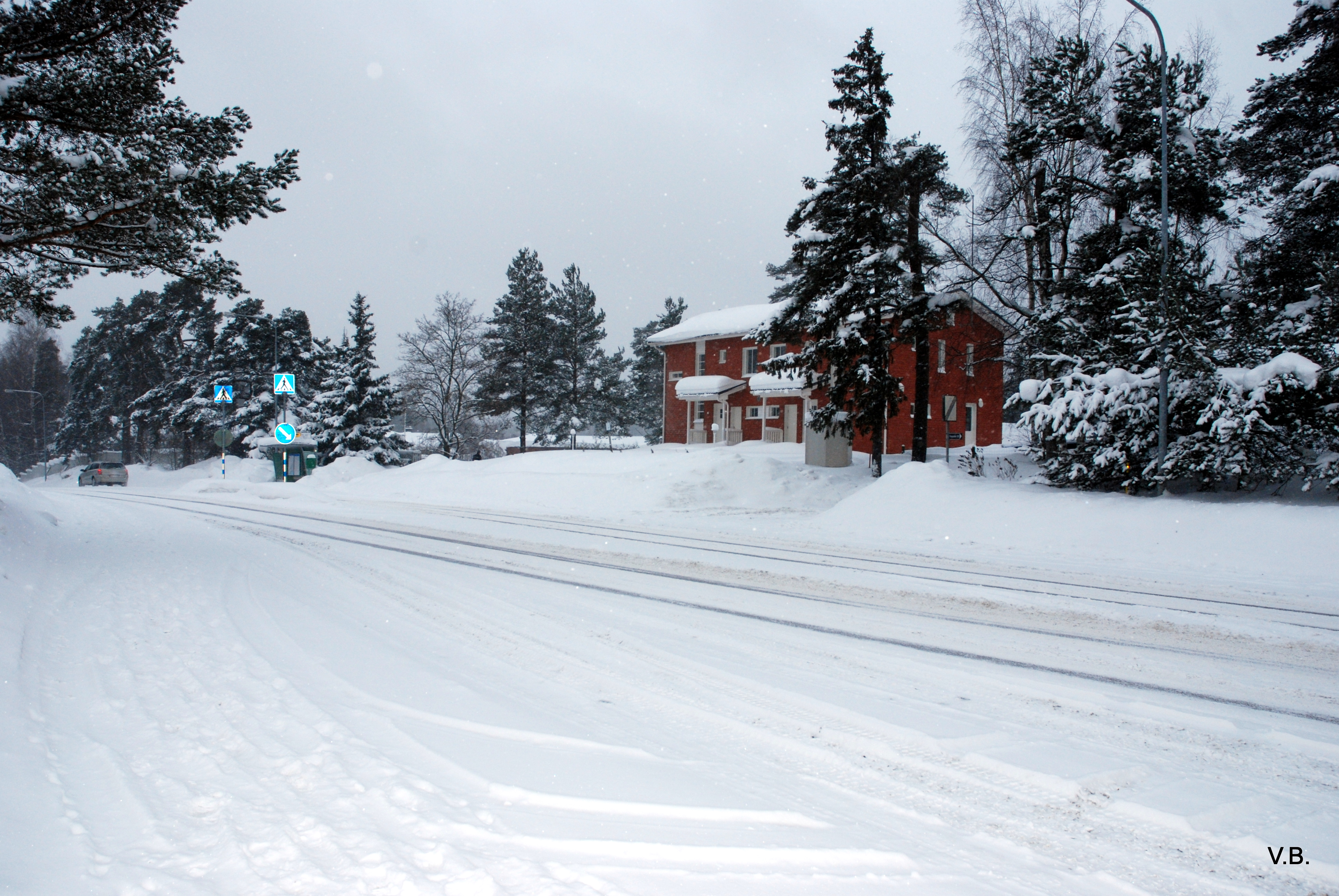
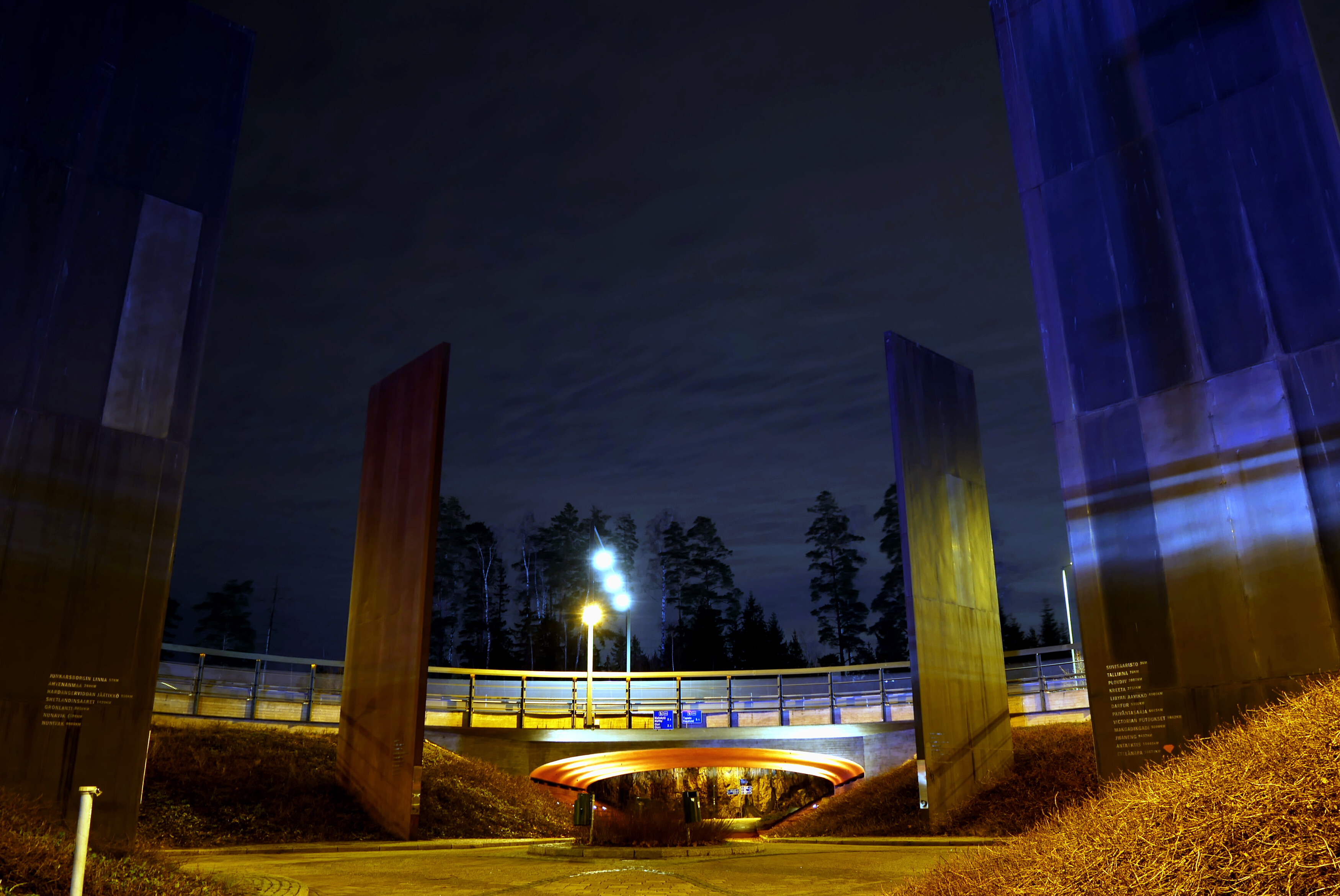
Rond-point de Finoo.